# Courtyard by Marriott

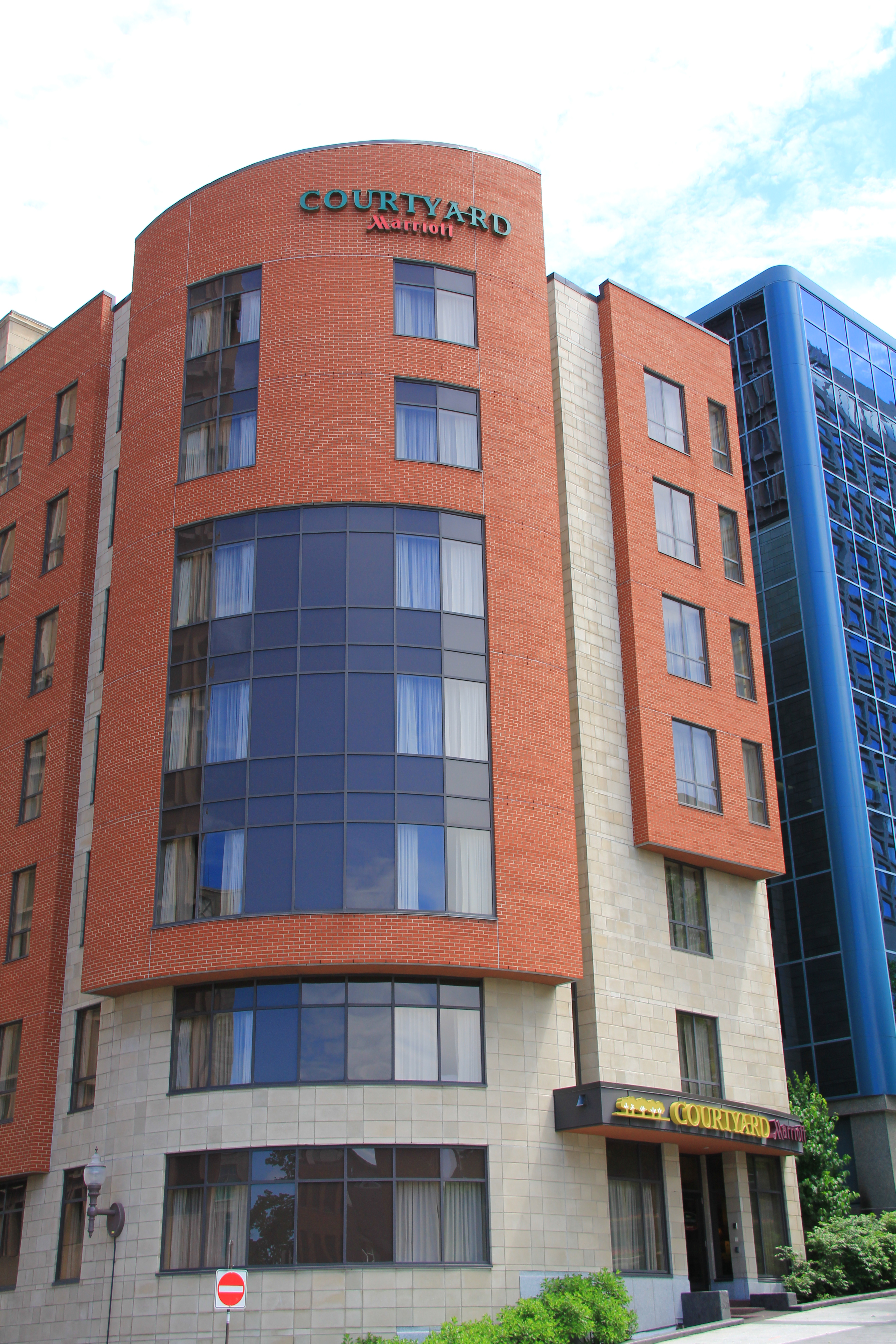
Un hôtel Courtyard à Québec

Courtyard by Marriott est une marque d'hôtel du groupe, Marriott International. Le premier hôtel de la marque a été ouvert en 1983 à Atlanta. En 2016, la marque compte 1 080 hôtels dans 35 pays dans le monde, qui sont principalement situés aux États-Unis. Cette année-là, signe également la rénovation de nombreux hôtels de la marque dont le Courtyard by Marriott La Defense West Colombes, qui a servi de modèle à ses successeurs en Europe lors de son ouverture en 2006. 
Le concept de Courtyard by Marriott s'adresse principalement aux besoins des voyageurs d'affaires, accueille également les familles.
Ses chambres sont équipées d'un lit King Size, d'un grand bureau, d'une television écran plat et d'un accès à Internet haut debit sécurisé. La majorité des sites ont des restaurants à service complet, et tous offrent un petit marché appelés "The Market". Un copieux petit déjeuner chaud au buffet est proposé.
Il est en concurrence avec d'autres hôtels de milieu de gamme à vocation commerciale comme Wingate Inn et Hilton Garden Inn.